# Älvsjö
Älvsjö – dzielnica (stadsdel) Sztokholmu, położona w jego południowej części (Söderort) i wchodząca w skład stadsdelsområde Älvsjö. Graniczy z dzielnicami Långsjö, Långbro, Solberga, Liseberg, Örby slott, Örby i Hagsätra oraz z gminą Huddinge.
Według danych opublikowanych przez gminę Sztokholm, 31 grudnia 2020 r. Älvsjö liczyło 1469 mieszkańców. Powierzchnia dzielnicy wynosi łącznie 2,02 km², z czego 0,19 km² stanowi niezamieszkany obszar leśny (Älvsjöskogen) położony na wschód od linii kolejowej (Västra stambanan), zaliczany do dzielnicy administracyjnej Enskede-Årsta-Vantör.
Na obszarze dzielnicy Älvsjö oraz sąsiedniej dzielnicy Solberga położona jest stacja kolei podmiejskiej, Älvsjö, gdzie łączą się linie J35 i J36 oraz rozpoczyna linia J38 sztokholmskiego pendeltågu.